# Electrogena
Electrogena is een geslacht van haften (Ephemeroptera) uit de familie Heptageniidae.

## Soorten
Het geslacht Electrogena omvat de volgende soorten:
- Electrogena affinis
- Electrogena anatolica
- Electrogena antalyensis
- Electrogena apicata
- Electrogena armeniaca
- Electrogena aspoecki
- Electrogena azerbajdshanica
- Electrogena bilineata
- Electrogena boluensis
- Electrogena bothmeri
- Electrogena braaschi
- Electrogena calabra
- Electrogena dirmil
- Electrogena fallax
- Electrogena galileae
- Electrogena gibedede
- Electrogena grandiae
- Electrogena gridellii
- Electrogena hakkarica
- Electrogena hellenica
- Electrogena hyblaea
- Electrogena kugleri
- Electrogena kuraensis
- Electrogena lateralis
- Electrogena lunaris
- Electrogena macedonica
- Electrogena madli
- Electrogena malickyi
- Electrogena meyi
- Electrogena monticola
- Electrogena necatii
- Electrogena ozrensis
- Electrogena pakistanica
- Electrogena pseudaffinis
- Electrogena quadrilineata
- Electrogena ressli
- Electrogena signata
- Electrogena squamata
- Electrogena subfusca
- Electrogena trimaculata
- Electrogena ujhelyii
- Electrogena vipavensis
- Electrogena wittmeri
- Electrogena zebrata
- Electrogena zimmermanni